# Bleona Qereti
Bleona Qereti, často vystupující jen pod jménem Bleona (* 14. května 1979 Korçë), je albánsko-americká zpěvačka. Někdy je pro svá erotikou nabitá a provokativní vystoupení přezdívána „albánská Madonna“. Mj. spolupracovala se známými producenty Davidem Fosterem nebo Timbalandem, s nímž společně nazpívali píseň Pass Out (2012). V roce 2014 vystupovala v televizní reality show Euros of Hollywood, v roce 2015 byla porotkyní ve 4. albánské řadě soutěže X Factor, v roce 2016 v albánské verzi pořadu Tvoje tvář má známý hlas. Mnohokrát vzbudila rozruch svým odvážným oblečením, například na oscarové párty v roce 2018, kam přišla v šatech odhalujících ňadra. V roce 2011 získala americké občanství. Žije v Los Angeles.

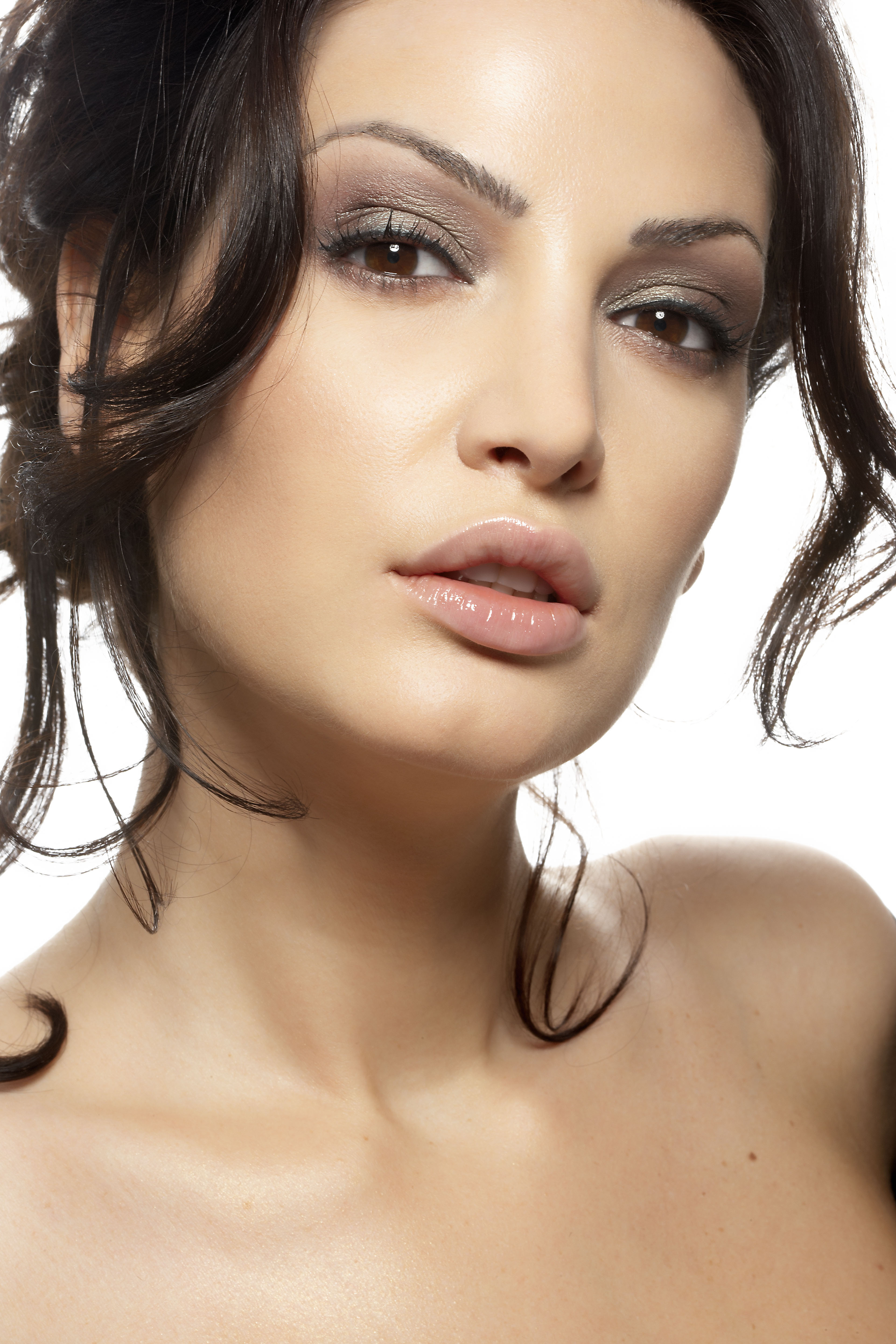
Bleona Qereti (2008)

## Diskografie
- Kam Qejfin Tim (1997)
- Nese Me Do Fort (1999)
- S'me Behet Vone (2001)
- Ik Meso Si Dashurohet (2002)
- Ti Nuk Di As Me Ma Lyp (2003)
- Greatest Hits (2005)
- Boom Boom (2005)
- Mandarin (2007)